# Rašismus

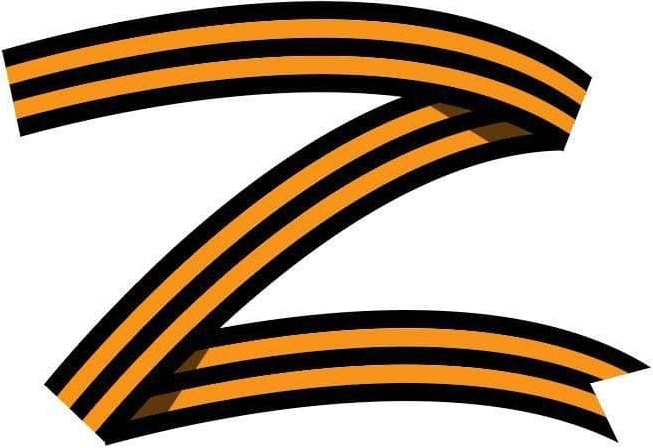
Symbol Z kombinující georgijevskou stuhu a písmeno „Z“, užívané od roku 2022 k označení vojsk v průběhu ruské invaze na Ukrajinu

Rašismus (zkratka pro ruský fašismus, neologismus přejatý především z ukrajinského рашизм (rašyzm), složenina z anglického slova Russia, vyslovováno [raša], a slova fašismus) je označení pro ideologii a politiku Ruska za vlády Vladimira Putina, hodnotící jej jako fašistickou či neofašistickou zemi. Některé, zejména ukrajinské zdroje tímto termínem označují rovněž politickou ideologii spočívající v ruské vojenské rozpínavosti a založenou na myšlenkách „zvláštního civilizačního poslání“ ruského národa a Moskvy jako Třetího Říma. Po zahájení ruské invaze na Ukrajinu v roce 2022 pojem opakovaně použil americký historik Timothy Snyder.

## Historie pojmu

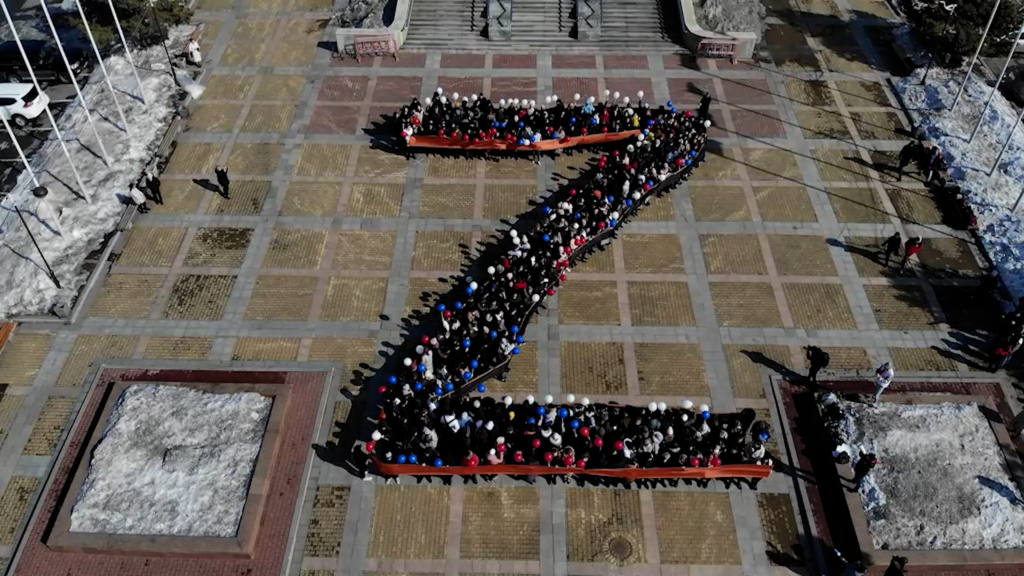
Flash mob z března 2022, krátce po započetí ruské invaze na Ukrajinu, konáno v komplexu Platinum Arena v ruském Chabarovsku

Pojem rusismus poprvé použil Alexandr Gercen v románu O tom, co byIo (1868) k označení extremistického trendu v moskevství;[zdroj?] zde se nejednalo o spojení s fašismem, který ještě neexistoval. V 90. letech 20. století pak Džochar Dudajev, prezident mezinárodně neuznané Čečenské republiky Ičkerie, tímto termínem označil ruskou „formu satanismu“ čili „misantropickou ideologii založenou na velmocenském šovinismu“. V této linii myšlení pokračoval i další čečenský separatistický vůdce Aslan Maschadov.
Častým uživatelem pojmu je americký historik Timothy Snyder, specializující se na moderní evropské dějiny a otázky fašismu a totalitarismu, který kromě jiného přinesl ve své názorové eseji pro deník The New York Times v roce 2022 výklad, že současné Rusko je fašistické a uvedl pět znaků pro doložení tohoto tvrzení. V roce 2023 prohlásil tzv. rašismus za státní ideologii Ruska ukrajinský parlament; cílem tohoto usnesení bylo zpopularizovat pojem v různých jazycích světa a prosadit jeho širší užívání, včetně mezinárodních organizací.